# Baarn van A tot Z

## A
't Hoekje 
- ’t Spijker
- ’t Venster 
- Aad van Hardeveld
- Abraham Bos
- Abraham de Bull
- Acacialaan
- Adriaan Boer
- Adrianus van der Grient
- Adri Pieck
- Aernout Broekhuysen
- Albert Muis 
- Albrecht Fredrik Calkoen
- Alcmaria
- Aletta Jacobs
- Aloysiusschool 

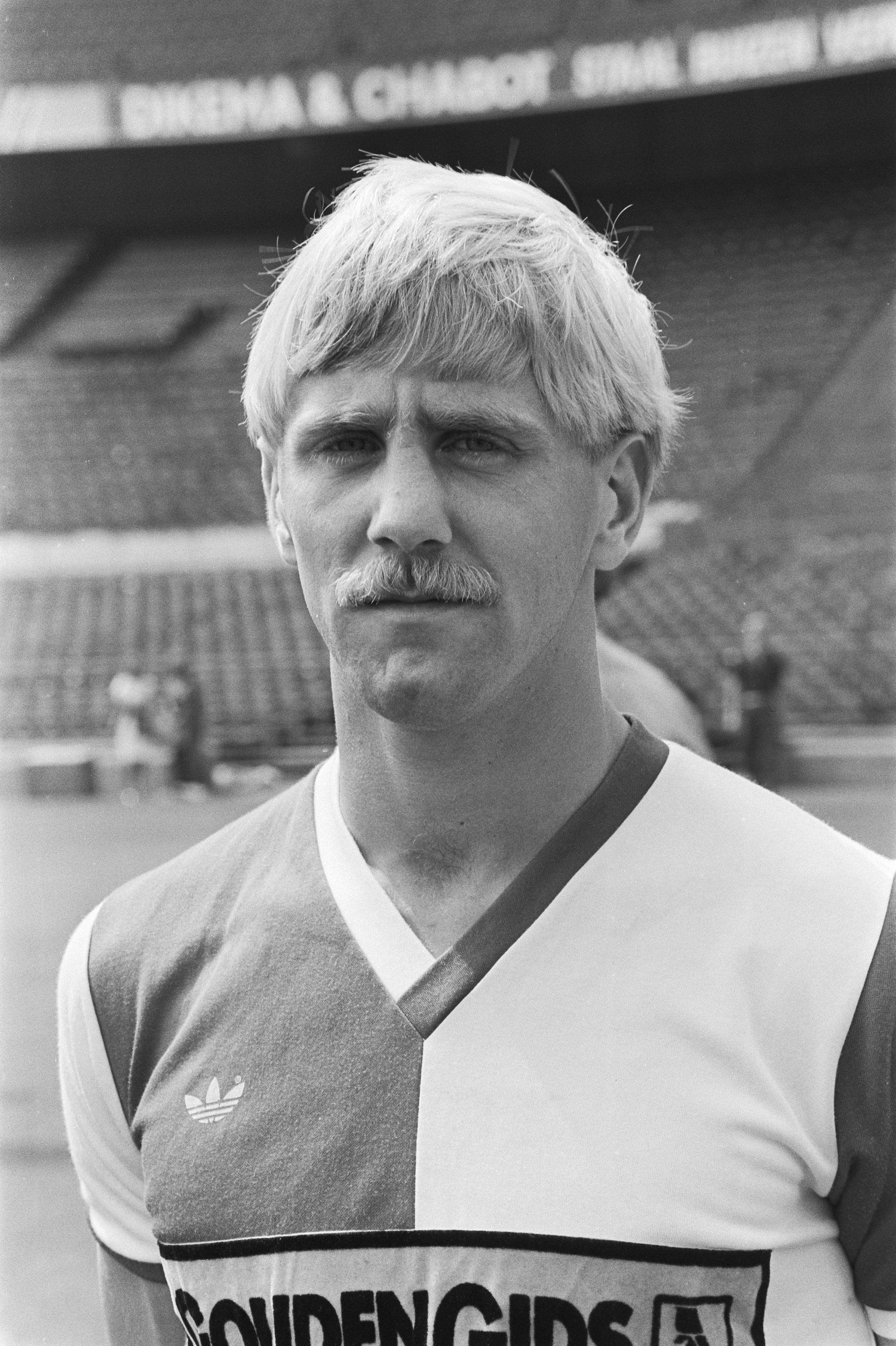
André Hoekstra

- Alphert Schimmelpenninck van der Oye
- Amalia-Astroschool
- Amalialaan
- Amalialaan 39 
- Amaliapark
- Amsterdamsestraatweg 49
- André Hoekstra
- Andries de Wilde
- Anna Paulowna
- Anna Paulownalaan 
- Anna Paulownalaan 3 
- Annemieke Nijhof
- Anthony van der Helden
- Antonie Pieck
- Arbeiderswoningen Zandvoortweg e.o. 
- Archief Eemland
- Arend Anne van der Feltz
- Arie Kleijwegt
- Armand Louis Jean Sunier
- Arnold Molenaar 
- Atalanta Pers
- August Janssen

## B
Baarnsche Courant
- BAV 
- Baarnse Bos 
- Baarnse MHV
- Baarnse moordzaak (1960)
- Baarnse moordzaak (1999)
- BOP 
- De Baarnse Suikerwerkenfabriek
- Babette Calisch
- Badhotel 
- Willem Balke
- Bartele Vries
- Barthold Hubert Boissevain
- Bastiaan Plooij
- Bauke Roolvink
- BC Inside '82 
- Bea Schwarz
- Beatrix der Nederlanden
- Beaulieu 
- Ben Hoekendijk
- Benjamin Joppe
- Benthuijs 
- Beoosten de Eem
- Berg en Dal 
- Ben Hoekendijk
- Berkenrhode 
- Bernard Wijkamp
- Bernhard van Lippe-Biesterfeld
- Sandra van Berkum 
- Bert Kinderdijk
- Beukenlaan 
- Beukenlaan 5-7
- Beukenlaan 17-19 
- Beukenlaan 20
- Bevrijdingsmonument
- Bibliotheek Eemland
- Bijgebouw Huize Canton 
- Bilderdijklaan 
- Bilderdijklaan 31-41 
- Binnert Philip de Beaufort
- Bioscoop Flora
- Bloemswaard 
- BLTC 
- Bob Bouma
- Bob Fosko
- Boekenrode 
- Boerderij Klein Drakenstein 
- Boerderij van Paleis Soestdijk
- Bosbad De Vuursche 
- Bosstraat 
- Boswachterij De Vuursche 
- Bothalaan 
- Bothalaan 1 
- Bothalaan 7 
- Boudewijn Henny
- Brandspuithuisje 
- Break Stars 
- Brink 12 
- Brinkstraat 
- Brinkstraat 25-27 
- Brinkstraat 33-35 
- Brinkstraat 34 
- Brinkstraat 40-42 
- Brug Cantonspark
- Bruggematen

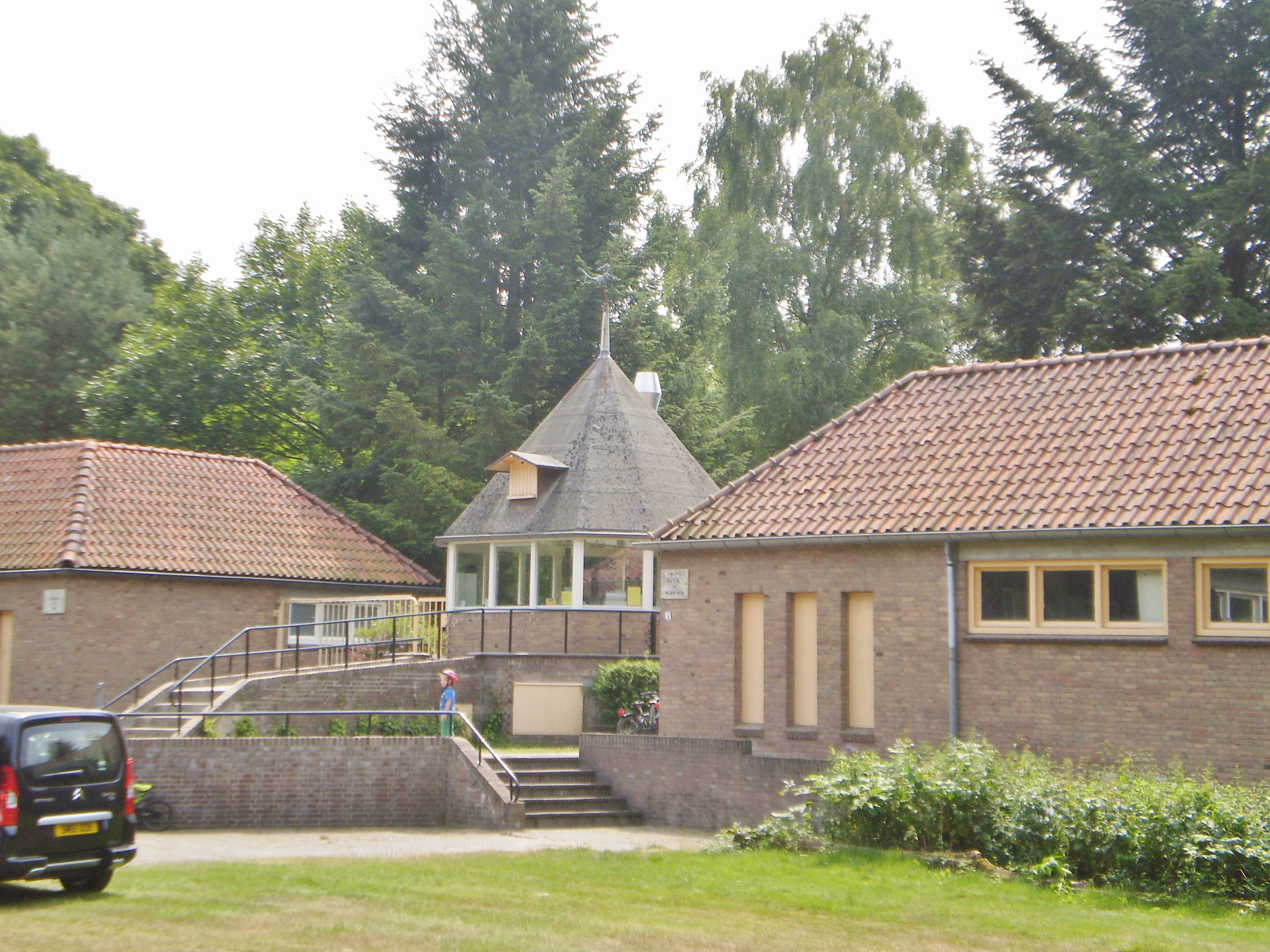
Baarn Bosbad De Vuursche

- Brugleuningen bij het Wilhelminachalet
- Brug van kasteel Groeneveld
- Bruglaan 6
- BWV De Eem

## C

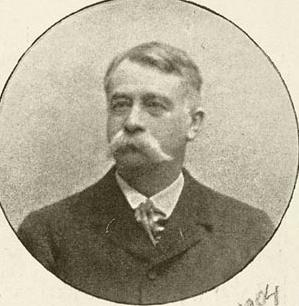
Constantijn Muysken

Calvijnkerk
- Cantonlaan 
- Cantonlaan 1 
- Cantonlaan 11 
- Cantonlaan 14 
- Cantonlaan 7 
- Cantonspark 
- Carel Adriaan Jan Meijer
- Carel de Jong
- Carel Herman Aart van der Wijck
- Carel van Dapperen
- Carilshet 
- Carl Engelen
- Carla Klein
- Casa Nuova 
- Casper van den Broek 
- Cees van der Feer Ladèr
- Centrum 
- Chantal Demming
- Christina der Nederlanden
- Christelijke gereformeerde kerk 
- Christiaan Dirk Laan
- Christiaan Plesman
- Christian Ramann
- Christine de Boer
- Christina Carno-Barlen 
- Christoffel Pullmann
- Colonnade Cantonspark
- Componistenwijk
- Concentrische Schillen
- Conimex
- Conny van Diest
- Conservatrix
- Constantijn der Nederlanden
- Constantijn Muysken
- Cor Veenstra 
- Cornelis de Graeff
- Cornelis Hasselaer
- Cornelis Sleeswijk 
- Cornelis Sweris
- Cornelius Grinwis
- Corrie de Roos-Oudegeest
- Cricket Club Baarn 
- Cuno van den Steene
- Cupido met dolfijn
- Czeslaw de Wijs

## D

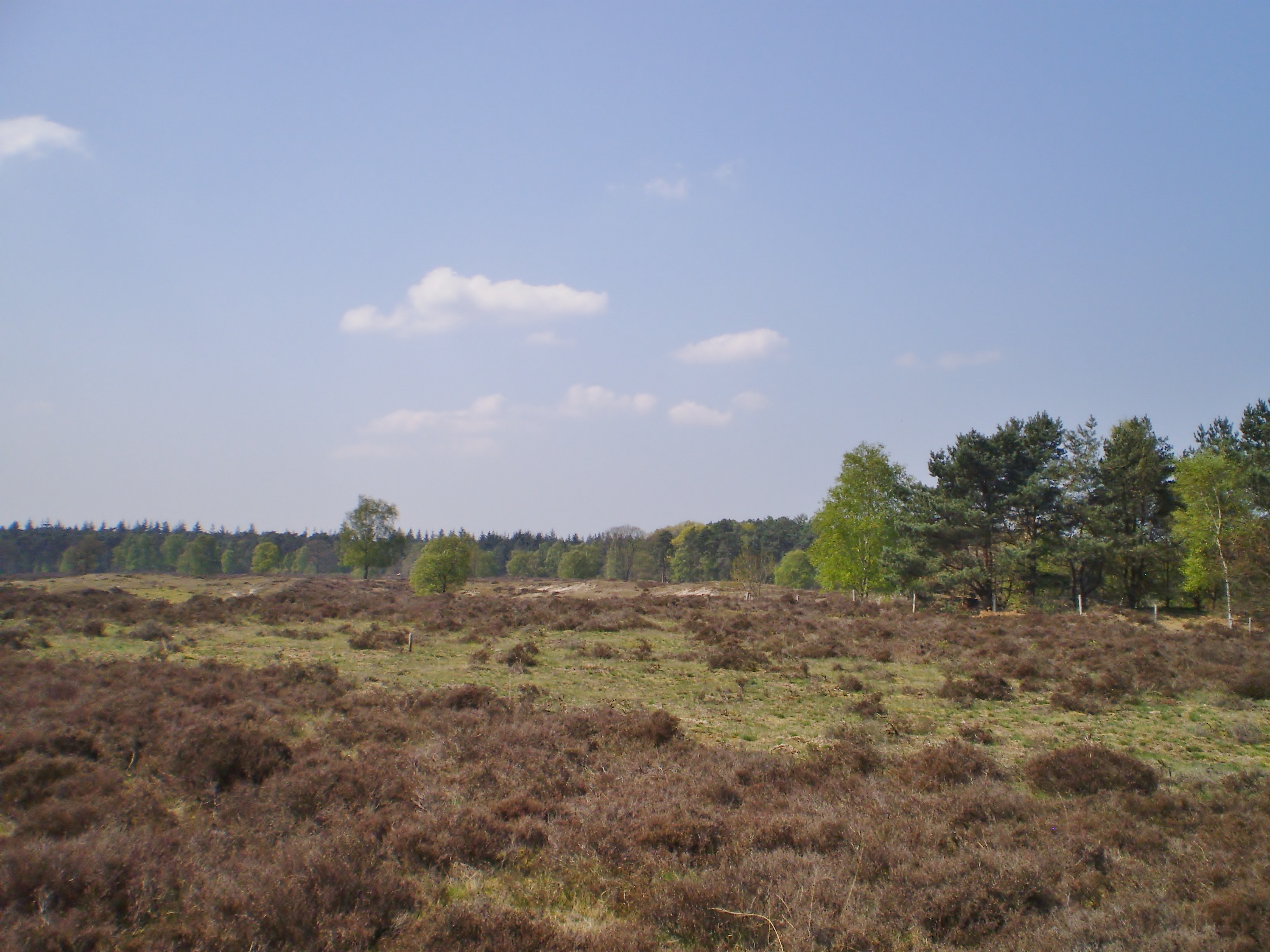
De Stulp

D'Aulnis de Bourouillaan 
- D.H. Haverkamp 
- d'Aulnis de Bourouilllaan 1 
- Dalweg 
- Dalweg 16 
- Dalweg 1c 
- Daniel Been 
- Daniël de Clercq 
- Danny van den Meiracker
- Jan Hendrik van Dapperen
_ David Zuiderhoek
- De Bakermat 
- De Beaufortlaan 
- De Beaufortlaan 6 
- De Berken 
- De Berkenhorst 
- De Berkjes 
- De Boomgaardschuur 
- De Brandenburg 
- De Bremstruik 
- De Geeren 
- De Maarschalk 
- De Marinier
- De Naald
- De Nachtegaal 
- De Overtocht
- De Ruijter
- De Seven Gesigten 
- De Speeldoos 
- De Stulp 
- De Trits 
- De Vlint 
- De Vuursche
- De Zonnebloem 
- Den Heul 
- Dennenhorst & Evergreen 
- Dick Boer
- Dick Dooijes
- Dick Kooy
- Diederik van Weel
- Diensthuizen van Paleis Soestdijk
- Dienstwoning Buitenzorg 
- Dienstwoning De Generaal
- Dienstwoning Hoge Vuurseweg 
- Dienstwoning Kloosterlaan 
- Dingeman van der Stoep
- Dirk Tersteeg
- Dorelies Kraakman
- Dorpsstraat 13 
- Dorpsstraat 14 
- Dorpsstraat 16-20
- Dorpsstraat 19 
- Dorpsstraat 21 
- Dorpsstraat 22 
- Dorpsstraat 23 
- Drakesteyn
- Driehonderdroedenlaan 1 
- Drinkend Paard
- landhuisjes F. Huycklaan
- Dustley Mulder

## E

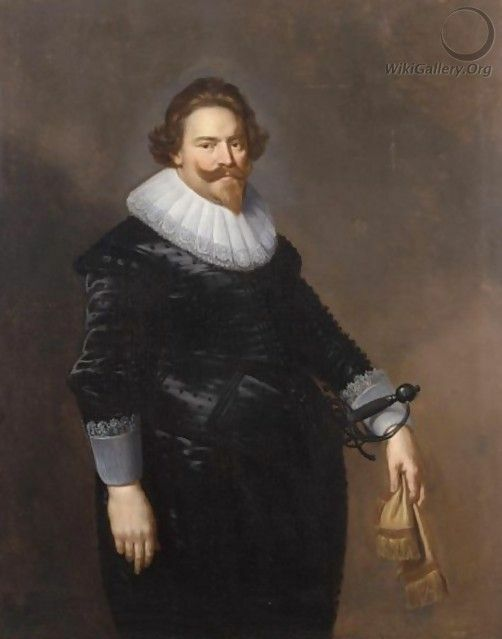
Ernst van Reede

Edmée Hiemstra
- Edmond de Cneudt
- Eduard Zeiler
- Eem
- Eemboys
- Eembrug
- Eembrugge 
- Eemdal
- Eemland
- Eemlijn 
- Eemnesserweg
- Eemnesserweg 4  
- Eemnesserweg 11 
- Eemnesserweg 12 
- Eemnesserweg 13 
- Eemnesserweg 14 en Castanea 
- Eemnesserweg 56 
- Eemnesserweg 72 
- Eemnesserweg 77 
- Eemnesserweg 79 
- Eemnesserweg 81-83 
- Eemnesserweg 87 
- Eemnesserweg 98 
- Eempolder 
- Eemsche molen
- Eemsnoer
- Eemstraat 
- Eemweg 
- Eemweg 68 
- Eemwijk 
- Eikenheuvel 
- Elisa Willem Kuyper
- Elisabeth Obreen
- Elisabeth van Gogh
- Elly Meijer
- Else Lohmann 
- Emmalaan 
- Emmalaan 3 
- Emmalaan 9a 
- Emmapark 
- Entreehek Klein Drakenstein 
- Eric Roest
- Ernst Casimir van Oranje-Nassau
- Ernst Sillem
- Ernst van Kempen
- Ernst van Reede 
- Esmée van Eeghen
- Estella den Boer
- Euxina

## F
Faas Eliaslaan
- Faas Eliaslaan 5-7 
- Faas Eliaslaan 6 
- Faas Eliaslaan 18 
- Faas Eliaslaan 31-33 
- Faas Eliaslaan 35-37 
- Ferdinand Folef d'Aulnis de Bourouill
- Ferdinand Frederik de Boois 
- Ferdinand Huycklaan
- Ferdinand Huycklaan 51 
- Ferdinand Huycklaan 58-60 
- Fien de Leeuw-Mertens
- Florence Grove 
- Fontein van het Cantonspark
- Francis David Schimmelpenninck
- François Eugène van Heerdt
- Frans Boers
- Frans Mijnssen
- Frans Pen
- Frans Stracké 
- Frans van Beeck Calkoen
- Frederik Bosch van Drakestein
- Fred Lammers 
- Frederik van Drakenburg 
- Freek Bakker

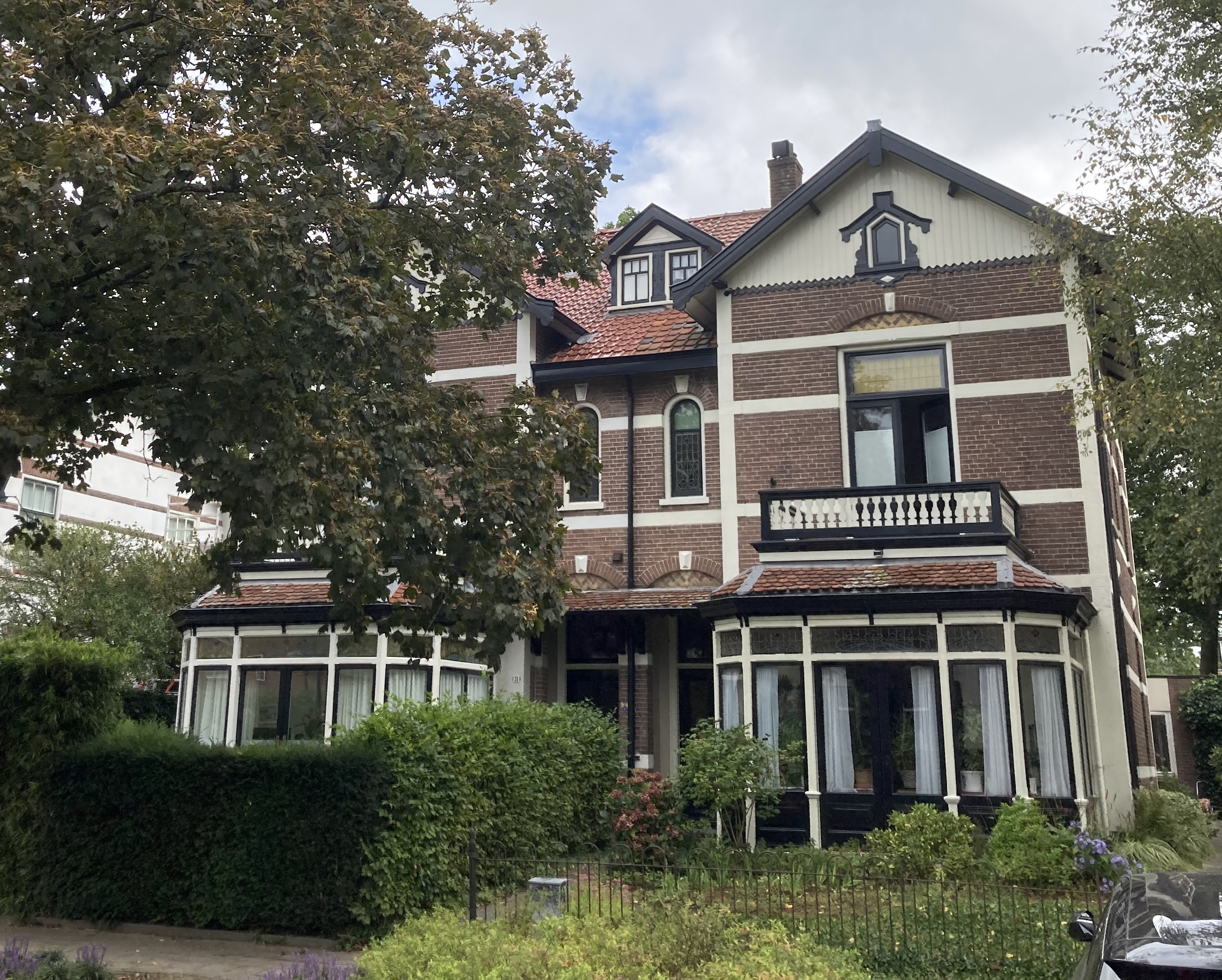
Faas Eliaslaan 31-33

- Friso van Oranje-Nassau van Amsberg
- Fried Berning
- Frits Booy 
- Frits Röell
- Frits Sissing

## G
- Gemaal Zeldert
- Gemeentehuis van Baarn
- Gerard Hoekveld
- Gerard Pos
- Gerard van Reede 
- Gerardus Vrolik
- Gerbrand Faas Elias
- Gerhard J.D. Aalders H. Wzn

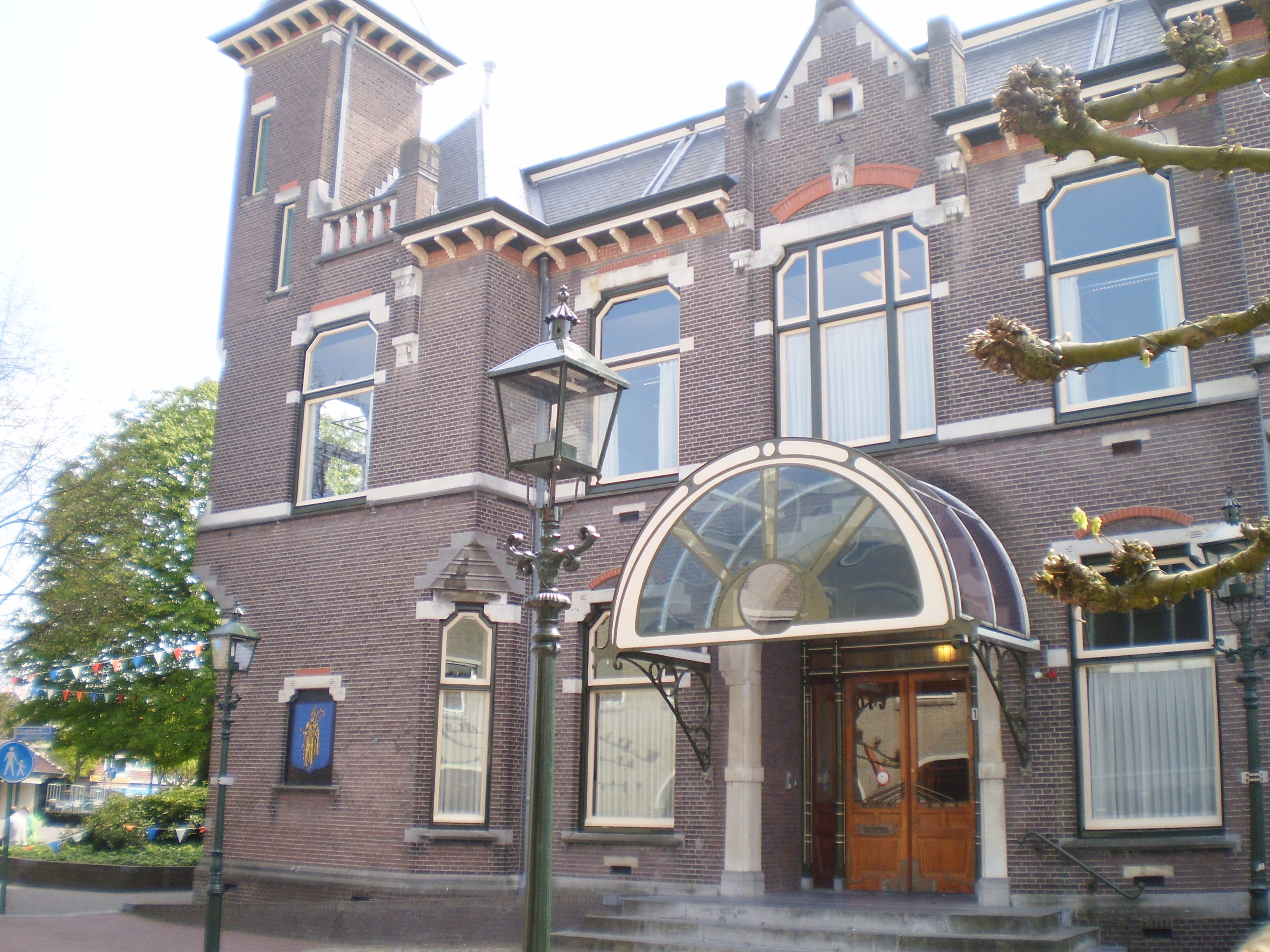
Gemeentehuis

- Gerlach Cornelis Joannes van Reenen
- Gerrit Haverkamp 
- Gerrit Jacob de Vries
- Gerrit van der Veenlaan 
- Gerrit van der Veenlaan 18
- Gertrude Büringh Boekhoudt 
- Gertrude Rutgers van Rozenburg
- gietijzeren brug van Paleis Soestdijk
- Glenn Corneille
- Godert Jacob Karel van Lynden
- Grafmonument Insinger 
- OLV Kerkhof 
- Gretha Pieck
- Grimmestein 
- Groot Kievitsdal 
- Guy Zweerts

## H

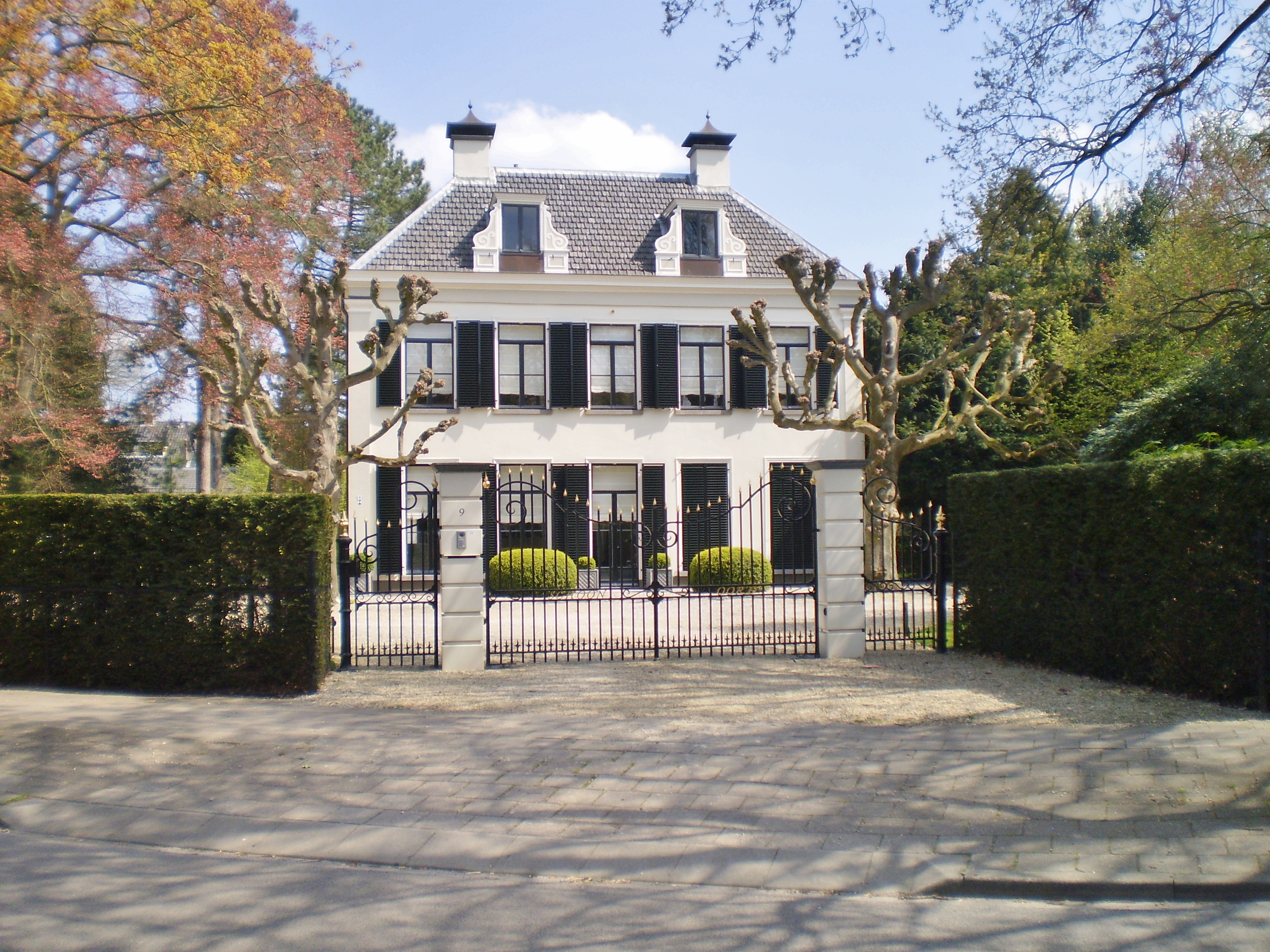
Huis Schoonoord

Hans Bronkhorst
- Hans Kloos
- Hans Gispen
- Hans Kuiper
- Hans Peter Roel
- Harald de Vlaming
- Harry Smith
- Harscamp 
- Heemskerklaan 
- Heemskerklaan 26-40 
- Heilige Nicolaaskerk
- Hekwerk bij Paleis Soestdijk
- Hella Haasse
- Helmert van der Flier
- Hemel van bewegend mozaïek
- Hendrik Anton Cornelis Fabius
- Hendrik Arnoud Laan (1735-1809)
- Hendrik Arnoud Laan (1780-1863)
- Hendrik van Reede tot Drakenstein
- Hendrik Zeiler
- Henk Bouwman
- Hans Gispen
- Hendrik Froonhof
- Hendrik Sweris
- Hendrik van Oranje-Nassau
- Henk Liotart
- Henriëtte L.T. de Beaufort
- Herensociëteit
- 
Herman Albrecht Insinger
- Herma de Jong
- Herman Kruyder 
- Herman Onvlee
- Hermanus Tersteeg
- Hermanus van Diermen
- Herman van Keeken
- Hertog Hendriklaan
- Het Baarnsch Lyceum 
- Het Meerhuis 
- Het Poorthuis 
- Hilmi Mihci
- Hilversumsestraatweg 22 
- Historische Kring Baerne 
- ’t Hooge Erf
- Hoeve Bloemberg 
- Hoeve Ravenstein
- A.J. van der Hoeven
- Holland House
- Hondengraven bij Paleis Soestdijk
- Hoofdstraat 
- Hoofdstraat 31-33 
- Hooge Vuursche
- Houthakkersfeest
- Hove Beaulieu 
- Huis Holland 
- Huis Pijnenburg 
- Huis Schoonoord 
- Huize Buitenzorg 
- Huize Canton
- Huize Juliana 
- Huize Veltheim 
- Humphrey Bennett

## I
IJsfabriek 
- IJskelder (Soestdijk)
- IJskelder van kasteel Groeneveld
- Ilse van der Meijden
- Incrementum
- In de Leli 
- Intendantswoning van Paleis Soestdijk
- Intimis 
- Irene der Nederlanden
- Ivo Rinkel

## J
Jaap Koops
- Jaap de Ruig 
- Jaap Sinninghe Damsté
- Jachthuisje (Prins Alexander)
- Jachthuisje (Prins Hendrik)
- Jachthuisje (Prins Willem)
- Jachtopzienerswoning Pijnenburg 
- Jacob J. Hinlopen
- Jacob van Lenneplaan
- Jacob van Lenneplaan 8  
- Jacob van Lenneplaan 12 
- Jacob Laan
- Jacob Miedema
- Jacob Nienhuys
- Jacobus Johannes Brandjes
- Jacob van der Dussen
- Jan Broerze 
- Jan Frederik Meursing
- Jan Herman Insinger
- Jan Herman Odo Insinger
- Jan Jacob Thomson
- Jan J. Hinlopen 
- Jan Lodewijk Pierson jr.
- Jan Lodewijk Pierson sr.
- Jan Lucas van der Dussen
- Jan Oosterhoff
- Jan Pen
- Jan Rademaker
- Jan van Ginkel
- Jan van Gooswilligen
- Jan van Haeringen
- Jan van Maanen

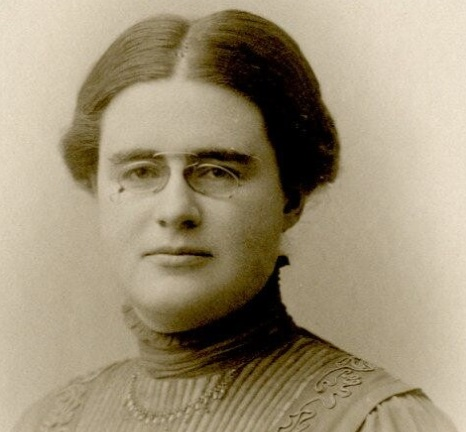
Johanna Westerdijk

- Jan Willem Hendrik Rutgers van Rozenburg
- Javalaan 
- Javalaan 6 
- Javalaan 7a 
- Javastraat 18-24
- Javalaan 26 
- Javastraat 2 
- Javastraat 4-6 
- Jeanette van Dijck
- Jelburg
- Jeroen Noomen
- Jim Frater 
- Joan Huydecoper van Maarsseveen
- Joannes Boldoot
- Joan Reynst
- Joes Odufré
- Johan Hendrik Mello Mollerus van Westkerke
- Johanna Westerdijk
- Johan van der Kellen
- Johan Walraven van Winkoop
- Johan Willem Kaiser
- Johannes Dyserinck
- John Propitius
- Joop Colson
- Joost Adriaan van Hamel
- Jos Lindeboom
- Jos Schipper
- Jo Strumphler
- Juliana der Nederlanden
- Juliana en Adriana 
- Julianalaan 2 
- Julianalaan 6

## K

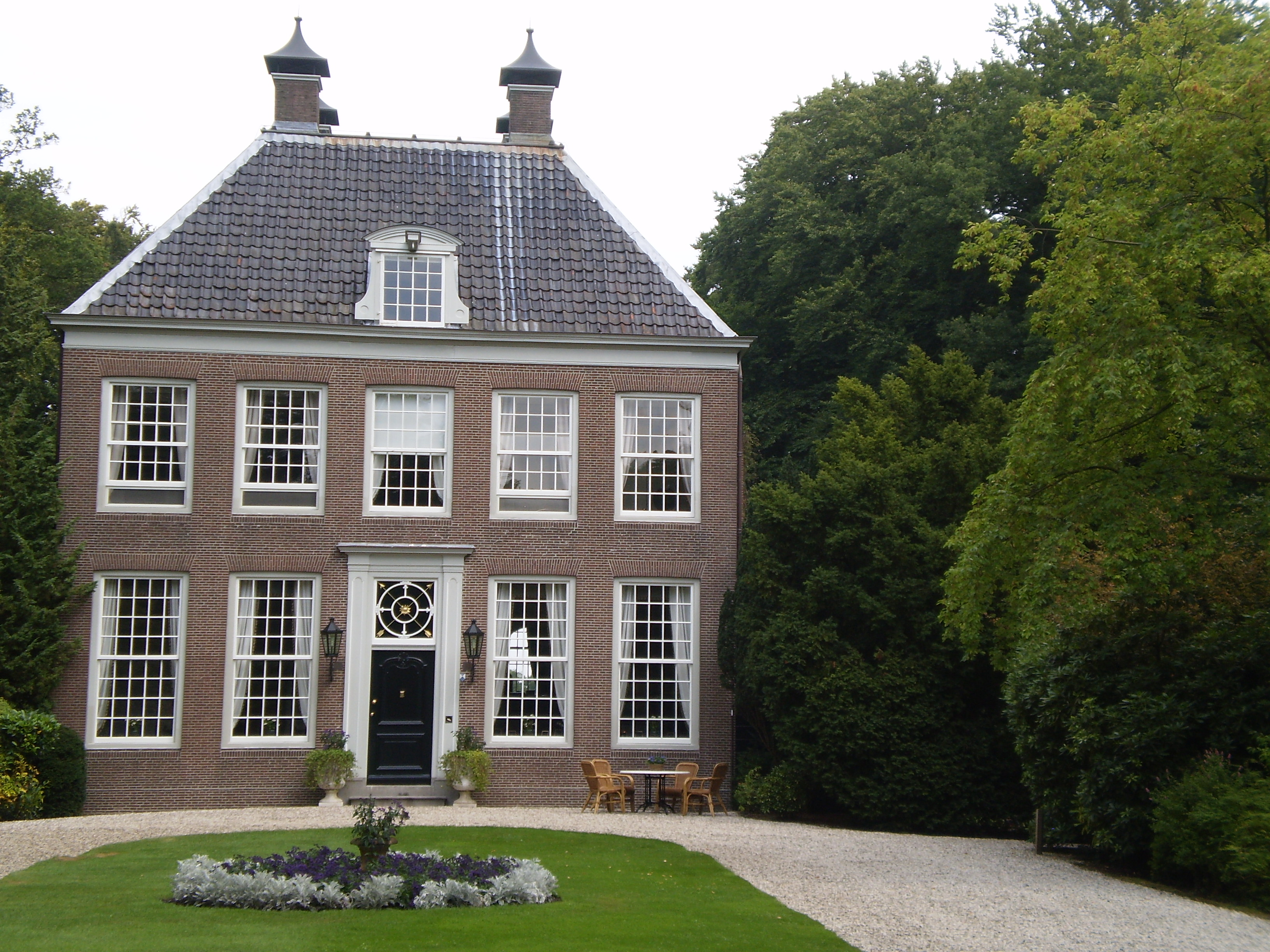
Klein Drakenstein

Kampstraat
- Karel van Gorkom
- Kasteel Groeneveld
- Kees de Haas
- Kees van Hardeveld
- Kei van Lage Vuursche 
- Kerkstraat
- Kerkstraat 4 
- Kerkstraat 6
- Kerkstraat 21 
- Kerkstraat 24 
- Kerkstraat 46 
- Kerkstraat 48 
- Louise Kerling
- Klein Drakenstein 
- Lenny Klijn
- Koetshuis Berg en Dal
- Koetshuis Buitenzorg
- Koetshuis Canton 
- Koetshuis Hoog Wolde
- Koetshuis Klein Drakenstein 
- Koetshuis London 
- Koetshuis Overbosch 
- koetshuis Pekingtuin 
- koetshuis Pijnenburg 
- Koetshuis Rusthoek 
- Koetshuis van kasteel Groeneveld
- Koepel Pekingtuin
- Koninginnedag 1979
- Koos van Doorne
- Koos Vorrinkhuis
- Anke Kranendonk 
- Krugerlaan 1 
- Krugerlaan 15-17 
- Krugerlaan 16 
- Krugerlaan 26
- Kweekbak Cantonspark

## L
Laagte van Pijnenburg
- Laanstraat 
- Laanstraat 19 
- Laanstraat 21-31 
- Laanstraat 67 
- Laanstraat 99 
- Laanstraat 121 
- Jeanne Henriette Gertrude Landré
- Lambertus Lingeman
- Laurens op ten Noort
- Le Fort Blanc 
- Leestraat (Baarn) 
- Leestraat 12 
- leeuwenpaal
- Leo Albering
- Leo Boudewijns 
- Leo Nelissen
- Les Baroques
- Lia Dorana
- Liesbeth Snoeck-Schuller
- Lijst van Baarnaars
- Lijst van burgemeesters van Baarn
- Lijst van beelden in Baarn

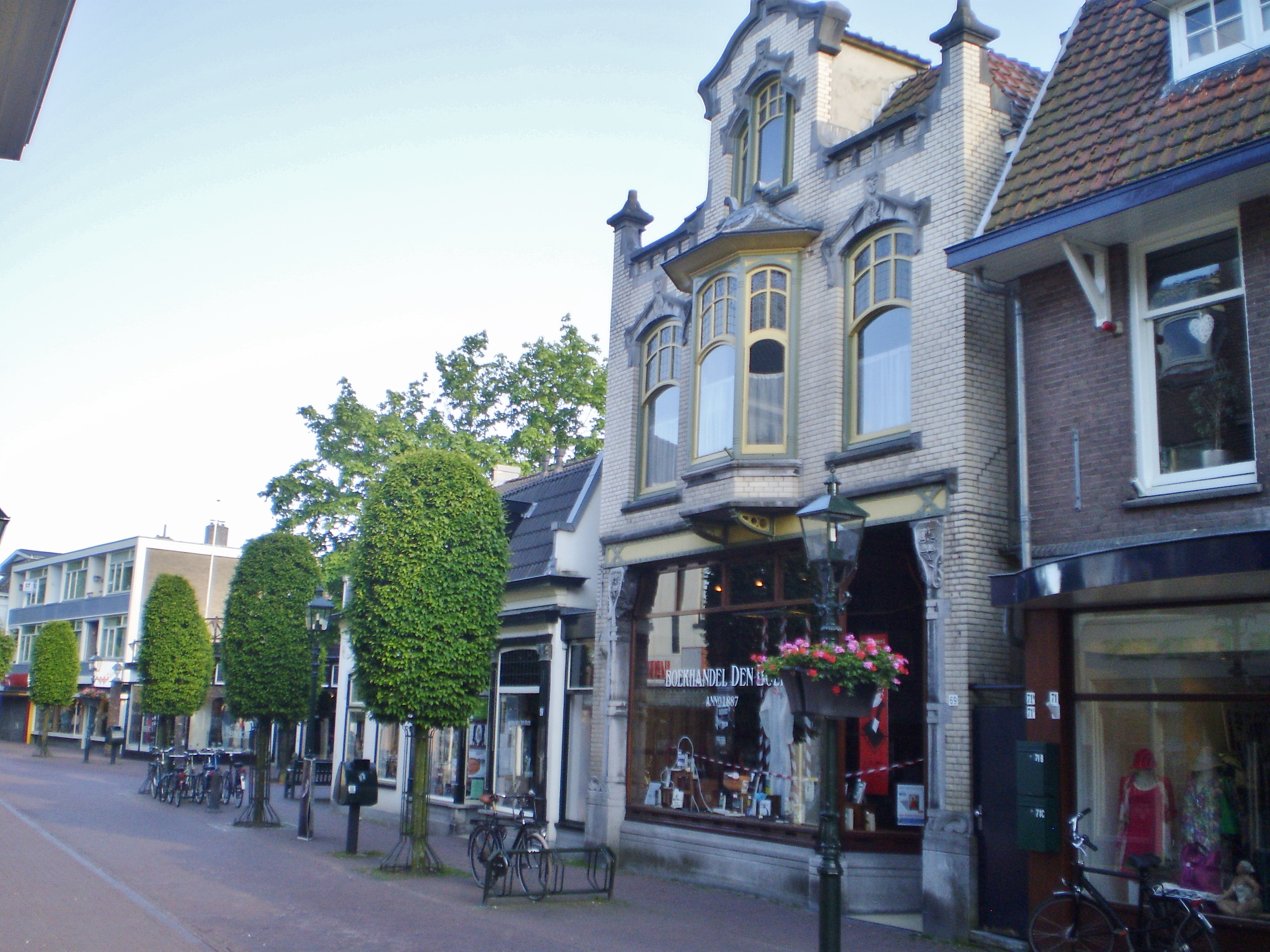
Laanstraat

- Lijst van gemeentelijke monumenten in Baarn 
- Lijst van industrieel erfgoed in Baarn
- Lijst van oorlogsmonumenten in Baarn
- Lijst van rijksmonumenten in Baarn (gemeente)
- Lijst van rijksmonumenten in Baarn (plaats) 
- Lijst van straten in Baarn 
- Lodewijk Becht
- Louis Alexander van Essen 
- Louis Kirchner
- Louis Stracké
- Louise Frederike Wijnaendts
- Louisa Stichting
- Louise Fritzlin
- Lou Onvlee
- Luctor
- Luitenant Generaal van Heutszlaan

## M

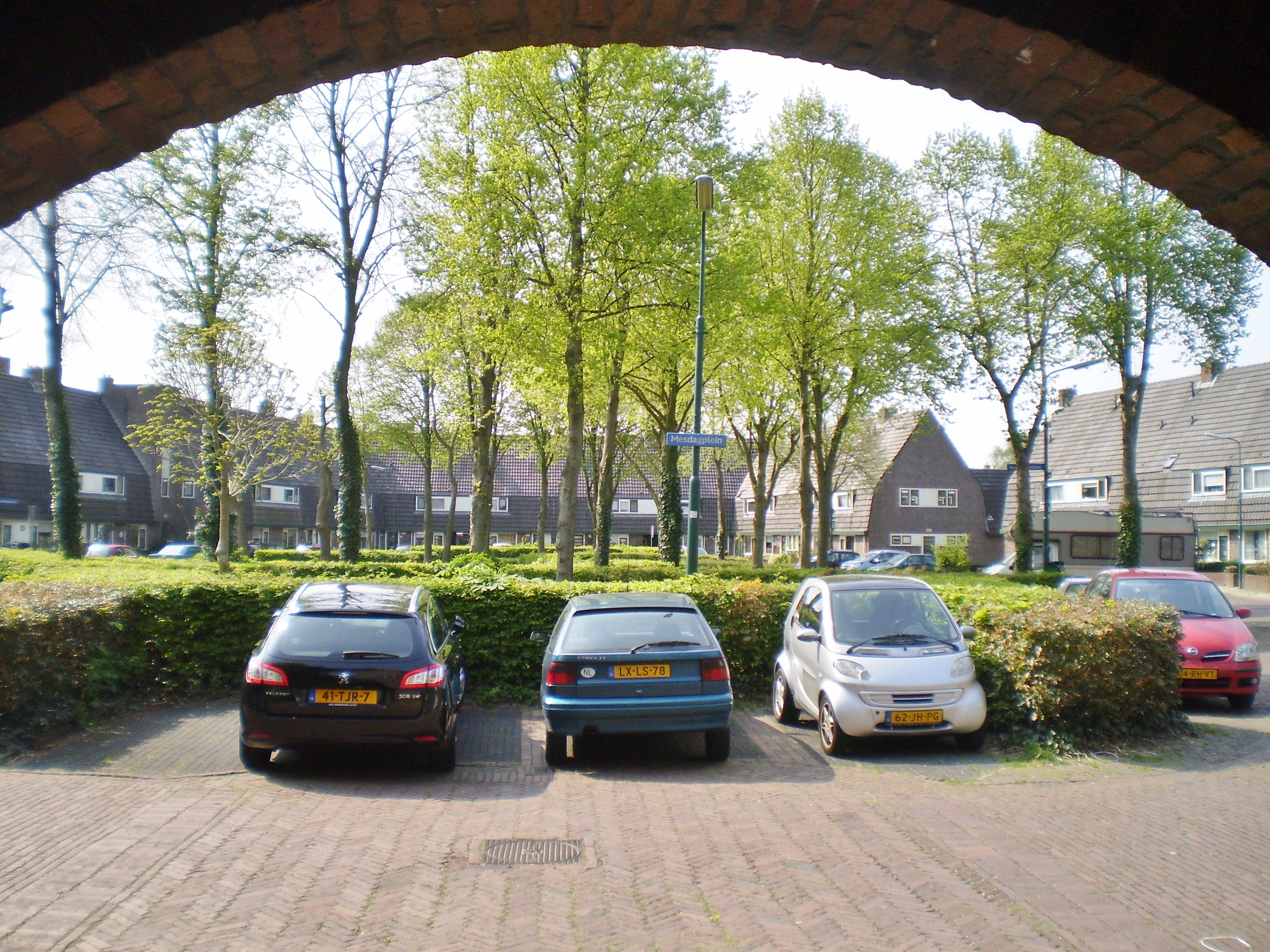
Mesdagplein

Maarschalksbos 
- Marc van Uchelen
- Margriet der Nederlanden
- Marianne van Raamsdonk
- Marijke Helwegen
- Mark Röell
- Maria Koninginkerk 
- Maria Oord 
- Marie-Jacqueline Boormans
- Marie-José van der Lee
- Marie-Rose Wolterink-Oremus
- Maryse Abendanon
- Marisstraat 
- Marita van der Poest Clement
- Marleen Jochems
- Martin Majoor
- Martinus Kosters
- Martinus Reeder
- Martin van Rhee
- Mathijs Lagerberg
- Max Marchand
- Menno Hertzberger
- Menno Huizinga Jr. 
- Mesdagplein 
- Mes Délices
- Michiel Horn 
- Michiel Kruidenier
- Miep Nijburg
- Milly Odufré
- Mylou Mazali
- Molen van Bosch en Drakestein 
- Molenweg 39a 
- Molenweg 41 
- Molenweg 49 
- Mollerusstraat 1
- Mollerusstraat 3 
- Mollerusstraat 10 
- Monument voor koningin Emma
- Murmanda
- Musis Sacrum

## N
Naald van Waterloo
- Nassaulaan 
- Nassaulaan 1 
- Nassaulaan 14-16 
- Nassaulaan 19 
- Nassaulaan 23-25 
- Nassaulaan 28-30 
- Nassaulaan 43 
- Nassaulaan 46 
- Nassaulaan 54 
- Nassaulaan 9-11 

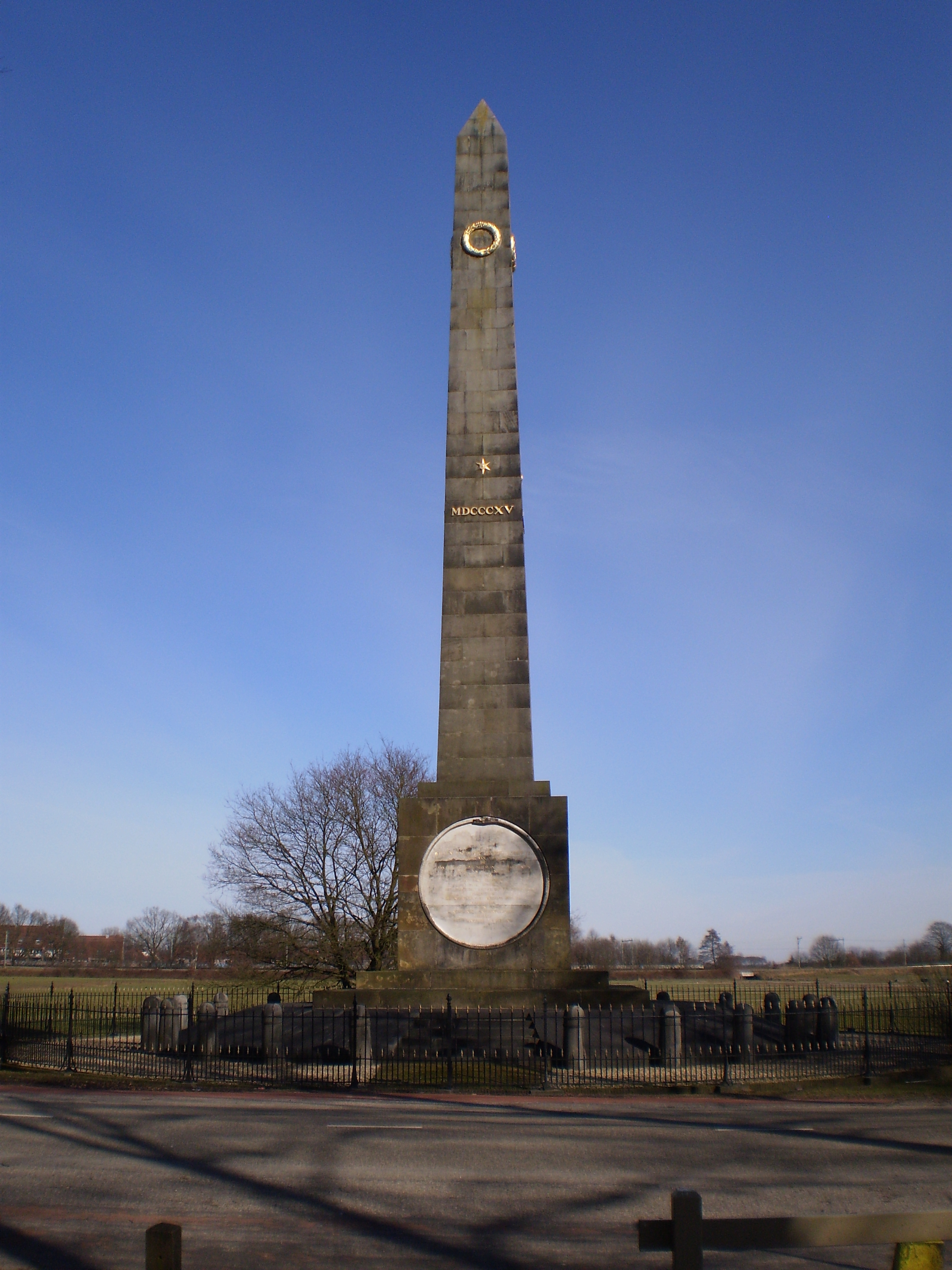
De Naald

- Nationaal Landschap Arkemheen-Eemland
- Nationaal Sint Nicolaas Comité 
- Bert Natter
- Begraafplaats Hoge Vuurseweg
- Nico Haak
- Nicolaas Beetslaan 
- Nicolaas Beetslaan 14 
- Nicolaas Beetslaan 18-20 
- Nicolaas Beetslaan 48 
- Nicolaas Redeker Bisdom
- Nieneke Lamme
- Nieuw Baarnstraat 
- Nieuw Baarnstraat 35-37 
- Nieuw Baarnstraat 89 
- Nieuwe algemene begraafplaats Baarn 
- NBS 
- Nieuwstraat 1 
- Nieuwstraat 7 
- Nieuwstraat 8 
- Nieuwstraat 9
- Nieuwstraat 14 
- Nijenburgh
- Nijhof
- Nikki van Es
- Nomi Stomphorst
- Nonnenland 
- Noorderstraat 19 
- Noorderstraat 23 
- Noordschil 
- Nutsgebouw
- Nuvema

## O
ocriet
- Ocrieteiland
- Onno Kosters
- Oosterhei 
- Oosterstraat 
- Oosterstraat 1 
- Oranjerie Schoonoord
- Oranjerie (Soestdijk)
- Orangerie van kasteel Groeneveld
- Oranjerie van Villa ´t Benthuijs
- Oranjemuseum
- Ossenstal van kasteel Groeneveld
- Otto  Blom
- Otto Landsberg
- Oude begraafplaats 
- Oude Postkantoor 
- Oude Utrechtseweg

## P
Paardenbos 
- Paaskerk 
- Paleis Soestdijk

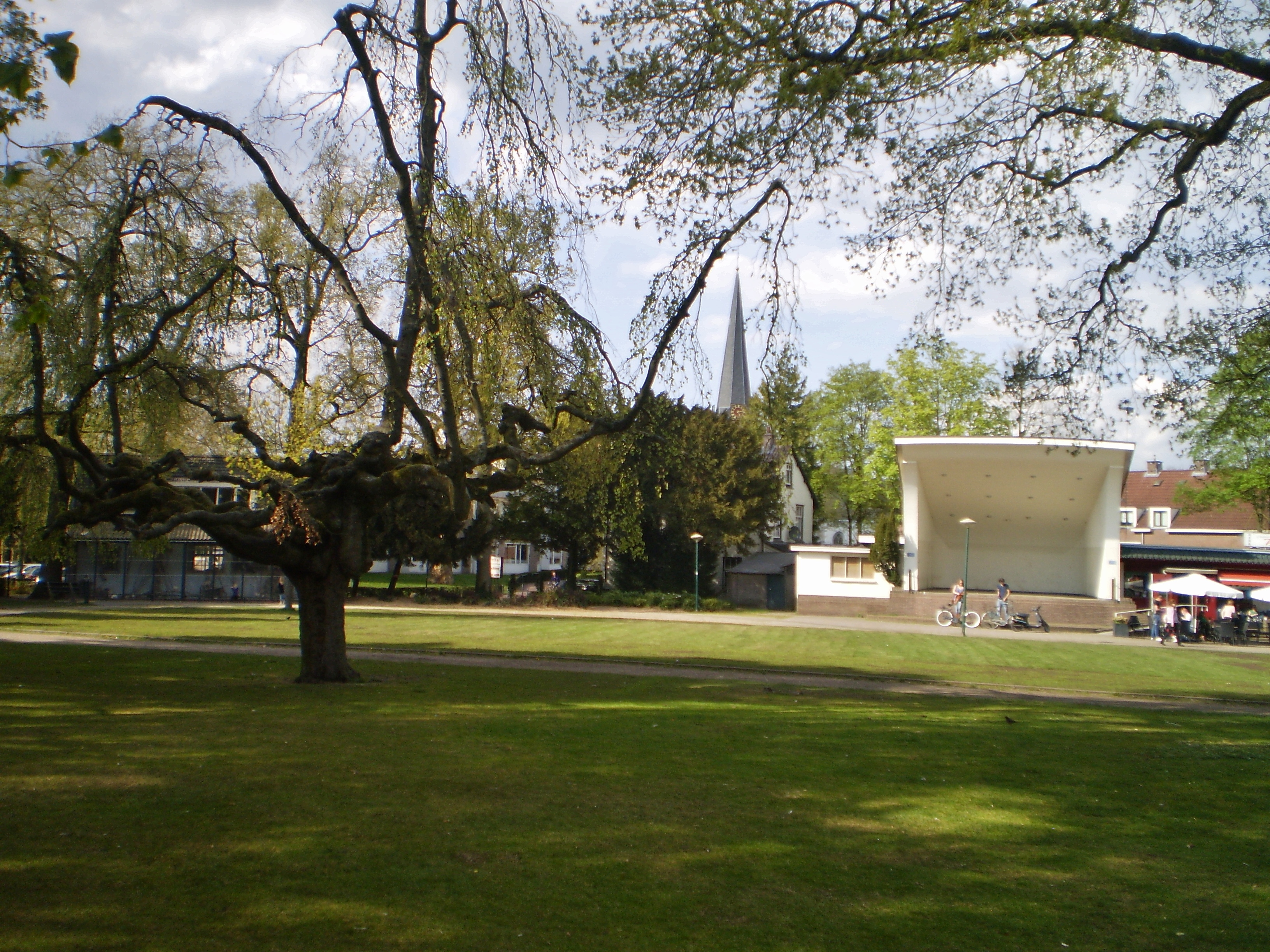
Pekingtuin

- Park en tuinaanleg van Paleis Soestdijk
- Parkstraat 5 
- Parkwachterswoning (Soestdijk)
- Park van kasteel Groeneveld
- Parkwachterswoning Cantonspark 
- Paul Möhlmann
- Paul Ovink
- Pauluskerk
- Pastorie Lage Vuursche 
- Pekingkom
- Pekingtuin 
- Penstraat 
- Peter Ester
- Peter Schuyff
- Peter E. Vlug
- Petra Spigt
- Petrus Emelius Tegelberg (1838-1917)
- Petrus Emelius Tegelberg (1874-1954)
- Phonosmash 
- Pieter Veldhuijzen
- Pierre Baudet
- Pierre François van Heerdt 
- Pieter Cornelis Hasselaer 
- Pieter Jacob Teding van Berkhout
- Pieter Johannes Hamer
- Pieter Johannes Sijpesteijn 
- Piet Esser
- Piet Keuning
- Piet Meiners
- Plien van Bennekom
- Pluismeer 
- Sander van der Poel
- Polyhymnia 
- Portaal:Baarn
- Portierswoning Rusthoek 
- Post Tenebras Lux 
- Praamgracht
- Praamgracht 5-7 en 9-11 
- Primrose 
- Prins Bernhardlaan 
- Prins Hendriklaan 
- Prins Hendriklaan 1 
- Prins Hendrikpark e.o.
- Julianaschool 
- Prinses Marielaan
- Prinses Marielaan 8 
- Prinses Marielaan 11 
- Prinses Marielaan 21-25 
- Professorenwijk
- Pijnenburg (landgoed)

## Q
Quatre Bras

## R
Reind van de Riet
- Reinhard Scheerenberg
- Ridder van Kooten
- Rien de Roller
- Rieten Dakjes
- Rob Bakker
- Johann Gottfried Robbers
- Roosterbos
- Sharon van Rouwendaal
- Rozenstraat 1-37, 2-20 en Leliestraat 2-10, 1-7
- RTV Baarn
- Ruby Huisman
- Rusthoek
- Rijksbeschermd gezicht Baarn - Het Rode Dorp
- Rijksbeschermd gezicht Lage Vuursche
- Rijksbeschermd gezicht Baarn - Prins Hendrikpark e.o.
- Rijwielpadenvereniging Gooi en Eemland

## S

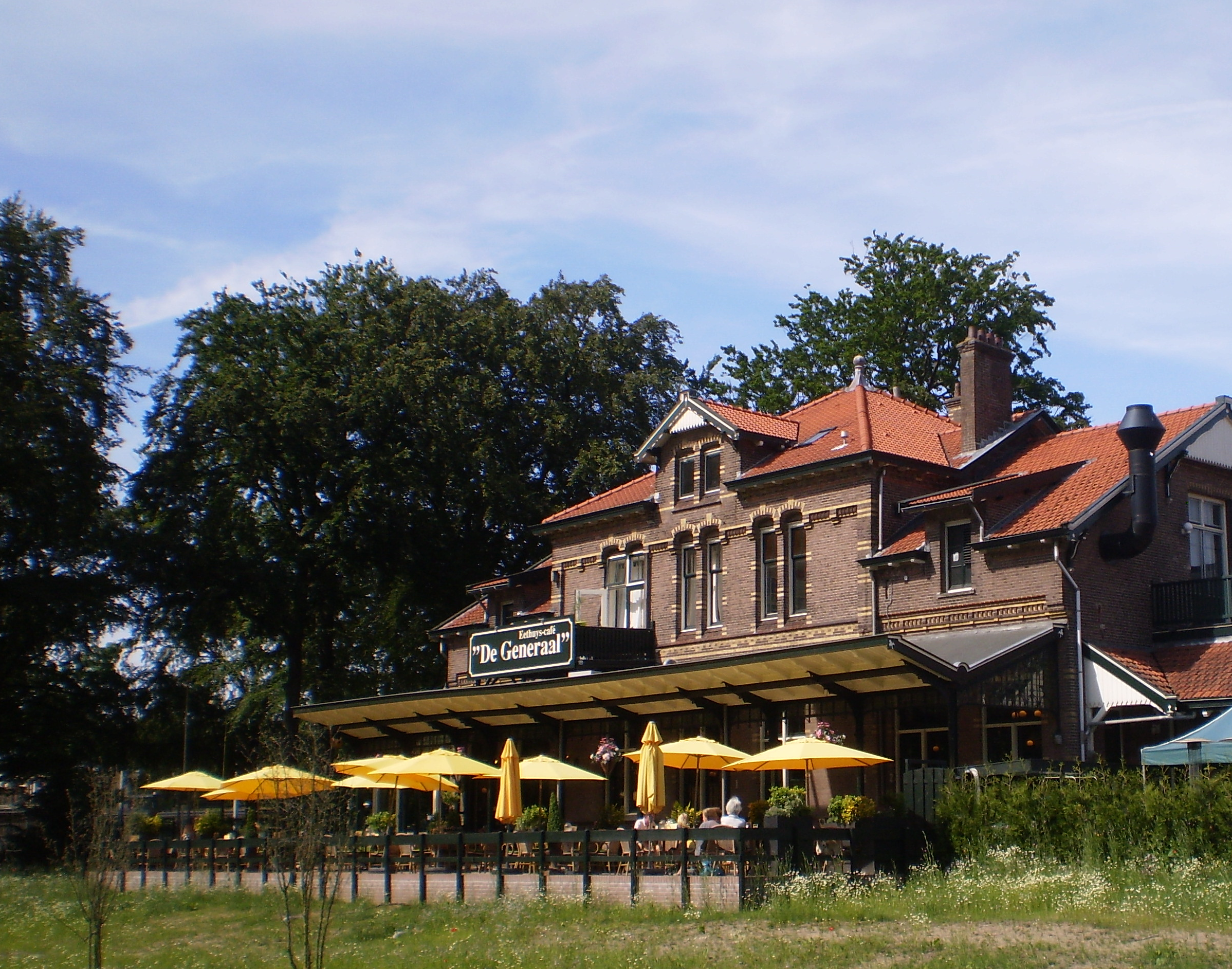
Buurtstation

Sabine van Baaren
- Salem 
- Santvoortsche Molen
- Sara Stracké-van Bosse
- Schilderswijk (Baarn)
- School en Werktuinen
- Schoutenhuis 
- Scoutcentrum Buitenzorg
- Scouting Museum
- Michiel Schrijver
- Simeon Petrus van Heemstra 
-  Sint Elisabethkapel 
- Smederij Lage Vuursche 
- Sophialaan 
- Sophialaan 3 
- Sophialaan 14 
- Sophialaan 19-21 
- Sophialaan 23-25 
- Sophialaan 27-29 
- Sparrenwoude 
- Speelboerderij 't Kraayenest
- Speelhuis Ixientieta
- Spoorlijn Den Dolder - Baarn
- Spoorstraat 2 
- Spoorstraat 8-10 
- Sportpaviljoen (Soestdijk)
- Staatsliedenwijk 
- Stalgebouw van Paleis Soestdijk
- Station Baarn
- Station Baarn Buurtstation
- Stationsweg 
- Stationsweg 37-39 
- Stationsweg 41 
- Steevlied
- Stefan Popa 
- Sterrebosch 
- Studio Baarn
- Stulpkerk
- Sumatrastraat 26-36 
- Suzanne Steigenga-Kouwe
- SV Baarn
- Svea (Baarn) 
- Sytze Greidanus

## T

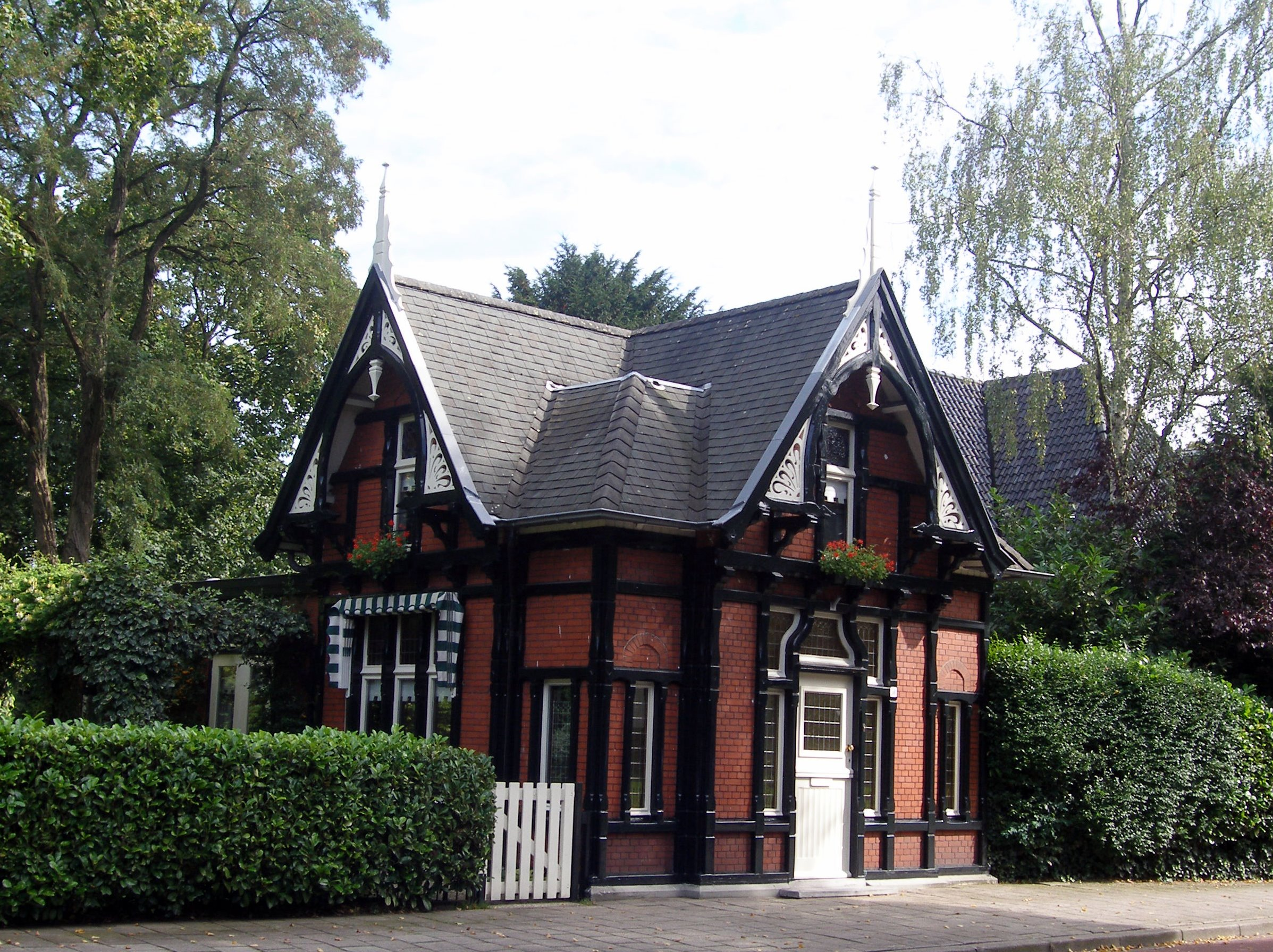
Telefooncentrale

Taco van den Honert
- Telefooncentrale Baarn 
- Tennishuisje Cantonspark
- Tensen
- Teunis Pluim 
- Theodora van Bosse
- The Wheely's 
- Thera Coppens 
- Thilly Weissenborn
- Thomas Möhlmann 
- Tineke de Nooy
- Tiny van Asselt
- Tirion Uitgevers
- Toegangshek Amaliapark 
- Toegangshek De Hooge Vuursche
- Toegangshek Hoog Wolde 
- Toegangshek Hydepark 
- Toren Badhotel 
- Torenlaan 
- Torenlaan 32-50 
- Touché '86 
- TOV
- Transvaalwijk
- Tuffie Vos
- Tuindorp 
- Tuinvaas (Soestdijk)
- Tuinmuur van kasteel Groeneveld
- Tuinornament bij Paleis Soestdijk
- Tuinvazen van Paleis Soestdijk
- Turfstraat 28a-32

## U
Uitgeverij De Fontein Tirion
- Uitgeverij Hollandia
- Uitgeverij Marmer
- Uitspanning Groeneveld 
- Utrechtse Lokaalspoorweg Maatschappij

## V
Van der Heijdenlaan 5
- Van der Heijdenlaan 8
- Van der Heijdenlaan 16
- Van Heemstralaan 19
- Van Heemstralaan 5-7
- Van Lenneplaan 22
- Van Lenneplaan 55
- Van Wijnen
- Veldheimweg
- Veldheimweg 1-7
- Veldheimweg 25-27
- Veldstraat
- Veldstraat 4
- Venwoude
- Verzorgingsplaats De Haar
- Villa Amalia
- Villa Buitenzorg 
- Villa Collina
- Villa Cornelie
- Villa Emmalaan 11
- Villa Foresta
- Villa Gerarda
- Villa Helvetia
- Villa Hoogerwerf
- Villa Kantwijk
- Villa Liliane
- Villa Lindenoord/Viersprong
- Villa Maria
- Villa Mariaheuvel 
- Villa Medan - Villa Parkwijk
- Villa Patria
- Villa Peking
- Villa Pera
- Villa Roosterhoeck
- Villa Rozenstein
- Villa Sylva
- Villa Torenzicht
- Villa Vijverhof
- Villa Woudestein
- Vincent Moes
- Vita 2000
- Vlag van Baarn
- Voetgangersbrug Baarn
- Vondellaan
- Vondellaan 53
- Vondellaan 55
- VoorBaarn
- Vreedewold
- Vuurol

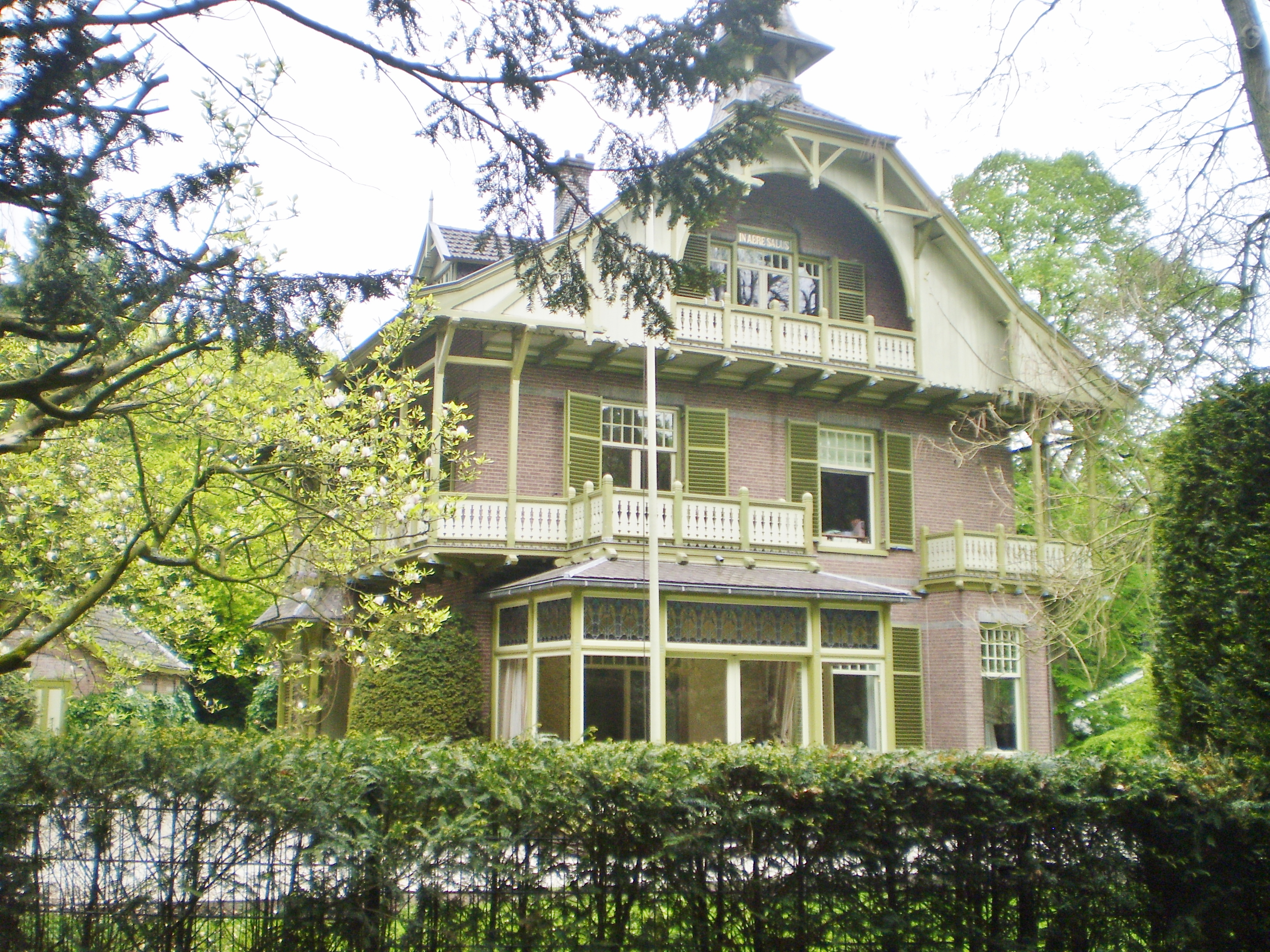
Villa Helvetia

- Vijver met beeldengroep (Soestdijk)

## W
Wachthuisjes van paleis Soestdijk
- Waldeck Pyrmontlaan 2-16 
- Waldheim-mavo
- Walter Goverde
- Wapen van Baarn
- Wapen van De Vuursche
- Washington (sigarenmerk)
- Watertoren
- Welgelegen

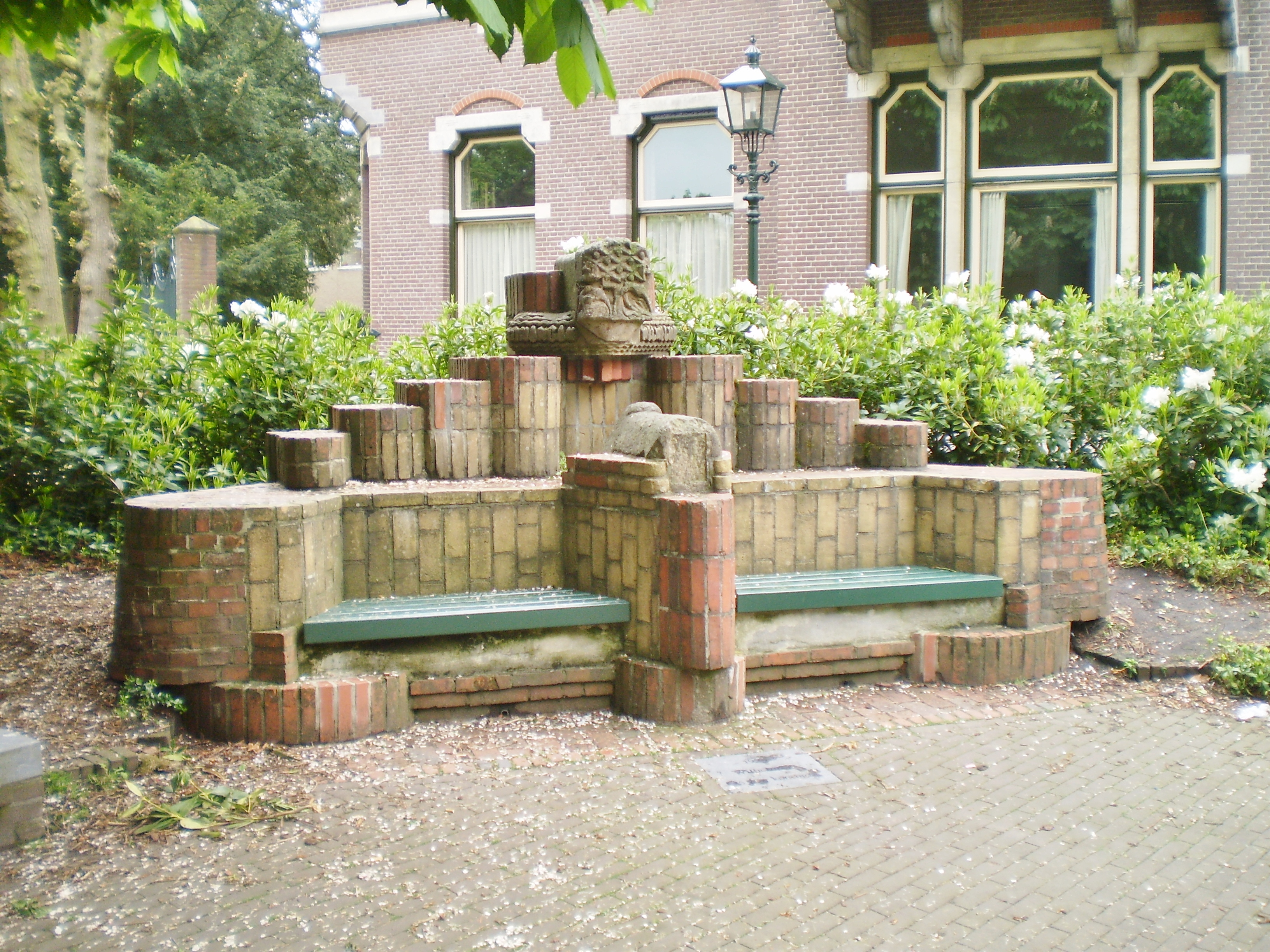
Wilhelminabank

- Westerdijk Fungal Biodiversity Institute
- Westerstraat 8-20 
- Weteringstraat 17-19 
- Wijken en buurten in Baarn
- Wijkamplaan 
- Wilco Jiskoot (bankier)
- Wilco Jiskoot (verzetsstrijder)
- Wilhelminabank 
- Wilhelminalaan 
- Wilhelminalaan 12 
- Wilhelminalaan 14 
- Wilhelminapark
- Wilhelminavijver
- Wil Hordijk 
- Willem Alexander der Nederlanden
- Willem Bos
- Willem Hendrik de Beaufort
- Willem Hendrik Haasse
- Willem Karel Marie Vrolik
- Willem Leliman
- Willem Maurits de Brauw
- Willemine Polenaar 
- Willem Ockerse
- Willem van Iependaal
- Willem van Loon
- Willem Veldhuijzen
- Willem Verpoeken
- Willemijn van Gurp
- Wim Ammerlaan
- Wim Hazeu
- Wim Hoogendoorn
- Wim Peters
- Wim van Gelder
- Winkelpand Den Boer 
- Wintertuin Cantonspark 
- Wisteria 
- Witte kerkje 
- Woelwijck
- Wolkenberg
- Wolter Bakker
- Wouter Paap

## X Y Z
Yorick van Wageningen
- Zandvoort 
- Zandvoortweg 
- Zeeheldenwijk 
- Zomerhuis Klein Drakenstein 
- Zonnehove 
- Zonnewijzer van Paleis Soestdijk
- Zweminrichting Baarn